# کارولینا گورچیتسا
کارولینا گورچیتسا (لهستانی: Karolina Gorczyca؛ ‏ زادهٔ ۱۴ مارس ۱۹۷۱) بازیگر اهل لهستان است.
از فیلم‌ها یا مجموعه‌های تلویزیونی که وی در آن‌ها نقش داشته‌است، می‌توان به فرصت دوباره، مرگ کم‌اهمیت، هنگام تاریکی، یخ‌ژاله، کمیسر آلکس، مایکا، فرابنفش، کارناوال، پدر متیو، هتل ۵۲، مجرد، در خوشی و سختی و دهن‌به‌دهن اشاره نمود.